# Linda (Pausa-Mühltroff)
Linda ist ein Ortsteil der Stadt Pausa-Mühltroff im Vogtlandkreis in Sachsen. Er wurde am 1. Januar 1974 nach Pausa/Vogtl. eingemeindet, mit dem er seit dem 1. Januar 2013 zur Stadt Pausa-Mühltroff gehört. Zwischen 1952 und 1992 gehörte Linda zum Kreis Zeulenroda im Bezirk Gera bzw. ab 1990 im Freistaat Thüringen. Durch einen Staatsvertrag kam der Ort zusammen mit weiteren Nachbarorten am 1. April 1992 zum sächsischen Landkreis Plauen.

## Geographie

### Geographische Lage und Verkehr

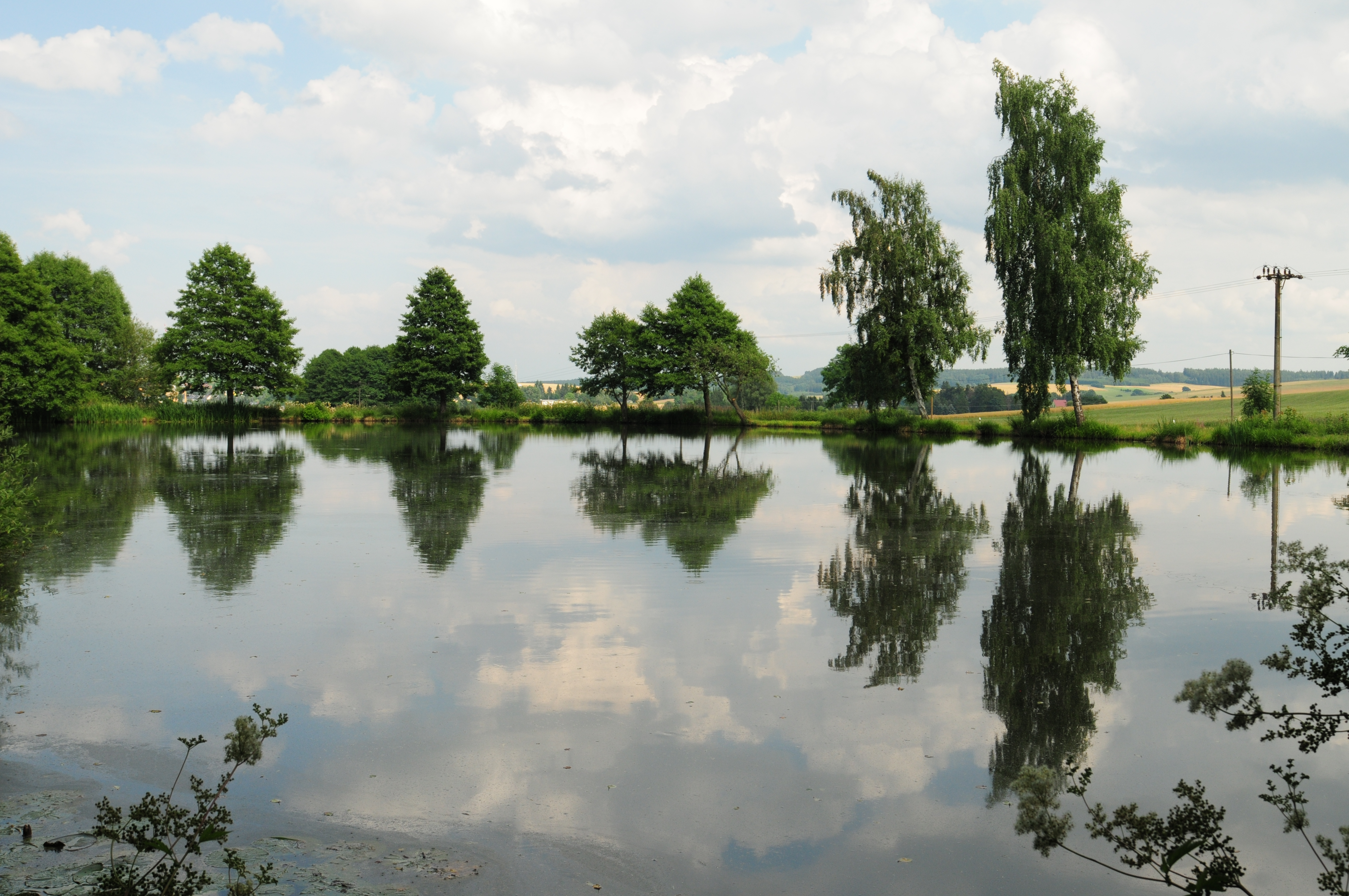
Teich in Bad Linda

Der weilerartige Ortsteil Linda befindet sich südwestlich von Pausa im kupierten Südostthüringer Schiefergebirge (Naturraum Vogtland). Der Ort liegt im äußersten Nordwesten des Vogtlandkreises und im sächsischen Teil des historischen Vogtlands. Der Ortsteil Linda besteht wiederum aus drei Ortsteilen. Der Hauptort Linda befindet sich im Osten der Gemarkung am Lindbach, welcher über den Bach Ranspe und die Weida in die Weiße Elster entwässert. Die Gebäude von Oberlinda befinden sich in der südwestlichen Ortsflur am Rand eines Waldgebiets. In deren Nähe liegt ein Hochmoor. In der nördlichen Ortsflur liegt der Ortsteil Bad Linda. Dort befindet sich die Reinhardtsquelle und ein ehemaliger Kurpark. Der Müllerburschenweg führt durch dieses Gebiet. Höchster Punkt des Ortsteils Linda ist der Rosenpöhl.
Der Ort ist mit der vertakteten RufBus-Linie 43 des Verkehrsverbunds Vogtland an Pausa angebunden. Dort besteht Anschluss zur TaktBus-Linie 42 nach Plauen.
Durch Linda verläuft die Kreisstraße 7874.

### Nachbarorte
Linda grenzt an sechs weitere Ortsteile der Stadt Pausa-Mühltroff.
| Thierbach | Unterreichenau                              | Pausa/Vogtl.  |
|           | Kompassrose, die auf Nachbargemeinden zeigt | Oberreichenau |
| Mühltroff | Ranspach                                    |               |

## Geschichte

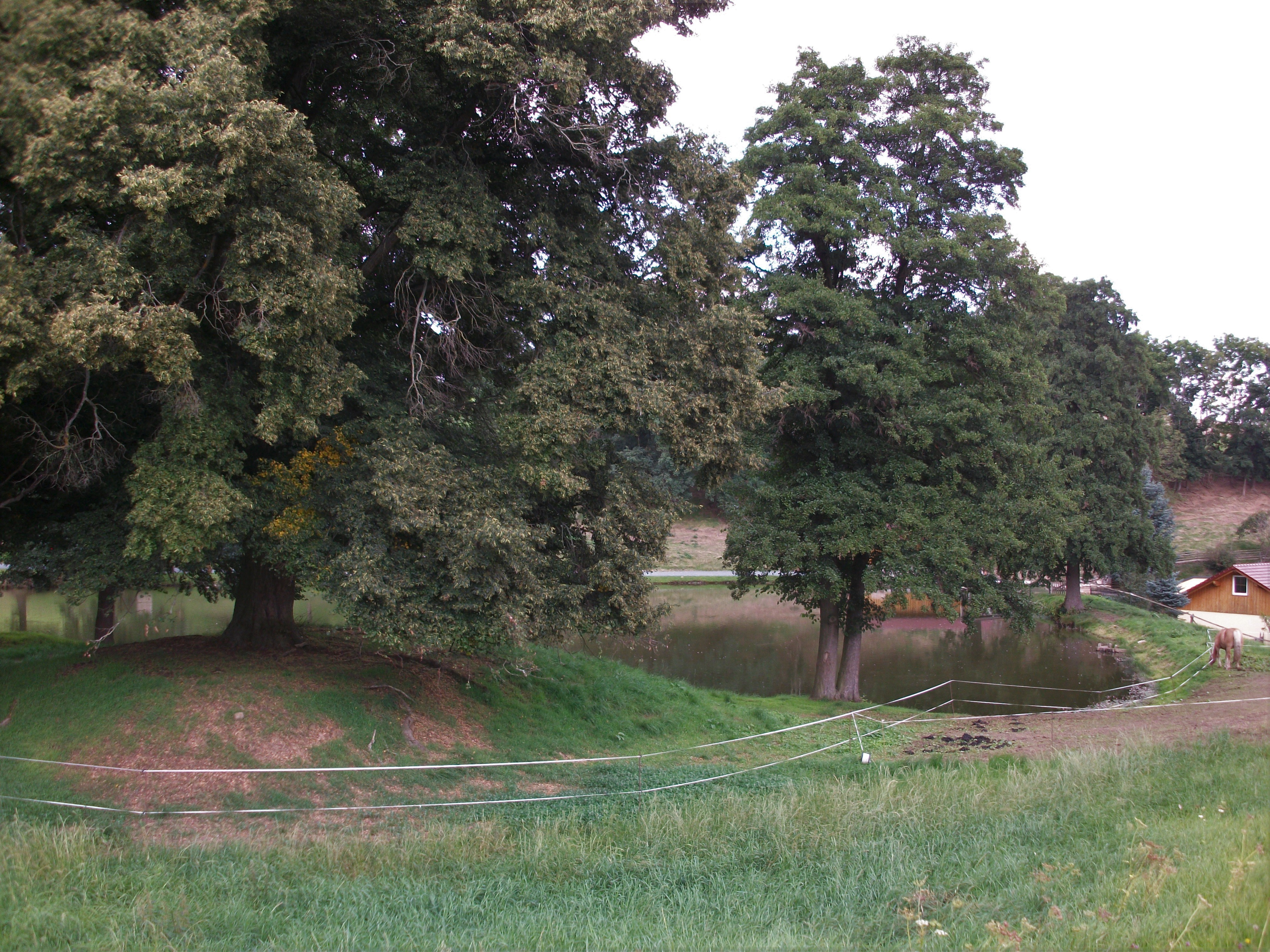
Reste der Wasserburg Linda

Das Gebiet um Linda ist seit dem 11. bzw. 12. Jahrhundert von deutschen Siedlern bewohnt. Davon zeugt die Wasserburg Linda am nördlichen Ortsrand, die vermutlich in dieser Zeit entstand und dem Schutz der Siedler am Rand des Dobnagaus diente. 
Im Jahr 1347 verkaufte der Vogt von Plauen das Gut Linda an seinen Vasallen Heinz Roeder. In Unterscheidung zum Gut die Linden wurde der in diesem Jahr erstmals genannte Ort zu der Linten genannt. Der Ortsname wandelte sich in der Folgezeit von Lindt (1467) über Lynda (1506) zu Linda (1791). Die Wasserburg Linda wurde in der Mitte des 15. Jahrhunderts in der Folge von kriegerischen Auseinandersetzungen zwischen den Wettinern und den Burggrafen von Meißen (Vögte von Plauen) zerstört. Die Reste der Anlage (Ringwall und Großer Teich) stehen seit 1934 als Bodendenkmal unter Schutz.
Kirchlich gehörte Linda bis 1545 zu Mühltroff, seitdem zu Pausa. Bezüglich der Grundherrschaft war der Ort bis 1856 Amtsdorf im kleinen kursächsischen bzw. königlich-sächsischen Amt Pausa, welches nach 1764 meist mit dem Amt Plauen gemeinsam genannt wurde. 1856 wurde Linda dem Gerichtsamt Pausa und 1875 der Amtshauptmannschaft Plauen angegliedert. Im Jahr 1875 wurde der Weiler Oberlinda als Ortsteil genannt. Mit der Eröffnung der Badeanstalt um die Reinhardtsquelle am 1. Juni 1882 zählte auch das neu entstandene Bad Linda als Ortsteil zu Linda. 
Durch die zweite Kreisreform in der DDR wurde das bisher sächsische Dorf Linda gemeinsam mit seinen ebenfalls bisher sächsischen Nachbarorten Pausa/Vogtl., Ebersgrün, Ranspach, Oberreichenau, Unterreichenau und Wallengrün im Jahr 1952 dem Kreis Zeulenroda im Bezirk Gera angegliedert, welcher ab 1990 als thüringischer Landkreis Zeulenroda fortgeführt wurde. Am 1. Januar 1974 wurde Linda nach Pausa/Vogtl. eingemeindet.
Auf Grundlage des Staatsvertrages zwischen Thüringen und Sachsen wechselten die Stadt Pausa/Vogtl. (mit Oberreichenau und Linda) und die Gemeinden Ebersgrün, Ranspach und Unterreichenau (mit Wallengrün) gemeinsam mit den Orten Mühltroff, Langenbach und Thierbach (bisher Landkreis Schleiz) am 1. April 1992 zum sächsischen Landkreis Plauen. Lediglich bezüglich der Postleitzahl gehören die Orte bis heute zum „thüringischen“ Postleitzahlengebiet „07“. Am 1. März 2011 wurde dem zu Linda gehörigen Weiler Bad Linda der Status als Gemeindeteil von Pausa/Vogtl. entzogen. Am 10. Januar 2000 wurde eine Verwaltungsgemeinschaft zwischen der Stadt Mühltroff und der Stadt Pausa/Vogtl. mit dem Namen Verwaltungsgemeinschaft Pausa gebildet. Zum 1. Januar 2013 wurde die Verwaltungsgemeinschaft aufgelöst und die Stadt Mühltroff mit seinen beiden Ortsteilen in die Stadt Pausa eingegliedert. Die Einheitsgemeinde, zu der Linda als Ortsteil gehört, trägt den Namen Pausa-Mühltroff.
| Jahr      | 1583                | 1764                | 1834 | 1871 | 1890 | 1910 | 1925 | 1939 | 1946 | 1950 | 1964 | 2024 |
| --------- | ------------------- | ------------------- | ---- | ---- | ---- | ---- | ---- | ---- | ---- | ---- | ---- | ---- |
| Einwohner | je 7 besessene Mann | je 7 besessene Mann | 58   | 88   | 79   | 102  | 107  | 101  | 90   | 183  | 209  | 67   |

### Bad Linda und die Reinhardtsquelle

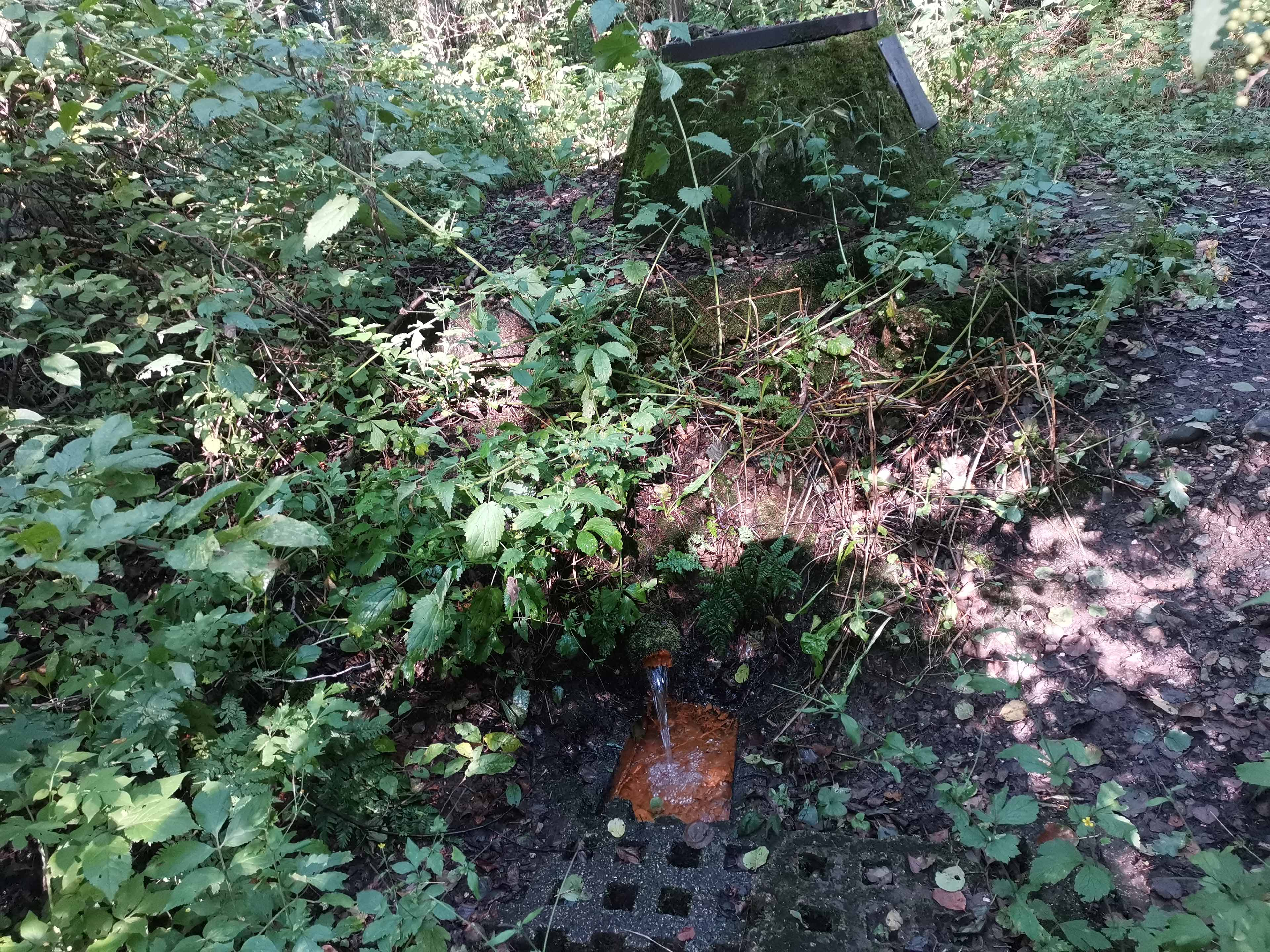
Reinhardtsquelle in Bad Linda

In der nördlichen Ortsflur von Linda wurden wahrscheinlich schon vor dem Jahr 1800 Mineral- und Heilwasservorkommen aufgefunden. Dazu kam ein kleines Moorlager mit sehr „hochwertiger“ Qualität, welches ab 1878 genutzt wurde. Von dort wurde früher Moorerde bis nach Karlsbad versandt. Im Jahr 1880 kaufte der Plauener Kaufmann Traugott Eckardt ein umfangreiches Gelände in der nördlichen Ortsflur von Linda samt der später „Reinhardtsquelle“ genannten Quelle inklusive deren Nutzungsrechte. Bereits in den Jahren 1881/1882 erfolgte im nun „Bad Linda“ genannten Ortsteil von Linda der Bau eines Kurhauses mit Fremdenzimmern und Badetrakt, welches aufgrund der steigenden Besucherzahlen später erweitert wurde. Von der Eröffnung am 1. Juni 1882 bis zum Jahr 1907 zählte man 5000 Badegäste. Im Deutschen Bäderbuch von 1907 wurden in Bad Linda vier Mineralquellen erwähnt, von denen die „Reinhardtsquelle“ und die heute nicht mehr auffindbare „Moorstichquelle“ genutzt wurden. Während das Wasser der Reinhardtsquelle zu Heilzwecken in Form von Trink- und Badekuren verwendet wurde, nutzte man das Wasser der Moorstichquelle als Zusatz für Bäder. Nach Eckardts Tod verkauften dessen Erben die Kureinrichtung Bad Linda im Jahr 1920 an die AOK Erfurt, welche sie als Genesungsheim für Frauen nutzte. Nach dem Zweiten Weltkrieg erfolgte keine Wiederaufnahme des Badebetriebs. Stattdessen war in dem Gebäude bis 1989 ein Kinder- und Altersheim untergebracht. Nachdem das Kurhaus jahrelang leer stand, vernichtete ein Brand fast das gesamte Gebäude. Anschließend erfolgte dessen Abriss. Als Reste des einstigen Bades blieben in Bad Linda eine Villa, die Rhododendronbüsche des einstigen Kurparks, das Moor, die Teiche und die Reinhartsquelle erhalten. Ein Unternehmer aus Pausa, kaufte im Jahr 2019 das 13 ha große Areal in Bad Linda um die Reinhardtsquelle. Die Anpflanzung neuer Bäume und Büsche erfolgte bereits. Nach der Restaurierung der Gewässer und Wege soll der Wanderweg „Müllerburschenweg“ durch den historischen Park führen. Weiterhin soll mit einem Kneipp-Pfad das eisenhaltige Heilwasser für Besucher erlebbar gemacht werden. Perspektivisch ist im Kurpark die Installation von Bänken und von Kunstobjekten vorgesehen.

## Sehenswürdigkeiten
- Ringwall im Ortsteil Linda (Überrest einer kleinen mittelalterlichen Schutzburg aus der frühen Besiedlungsphase dieser Region mit Erdwall und Resten des Wassergrabens)
- Villa mit partiell genutzten Gartenanlagen (Rhododendron) beidseitig der Landstraße und zwei Teichen in Bad Linda
- Reinhardtsquelle: Naturdenkmal in der Flur Ehrlig (Bad Linda), wo eisenhaltiges Mineralwasser aus ordovizischen Schiefern in einer gefassten Quelle im Waldgebiet zu Tage tritt und ein ockerfarbenes Quellsediment erzeugt.[15]